# 스몰월드 케이블
스몰월드 케이블은 영국의 케이블 TV 회사이다.

## 연혁
- 2002년 5월-설립.
- 2003년 2월-CHL 컴퍼니에 인수됨.
- 2006년 1월-넷포린스에 인수.
- 2009년 12월-스몰월드 미디어로 재인수됨.

## 채널
총 750개이며, 901번은 BBC 런던이다.